# کوسه آبی
کوسه آبی (نام علمی: Prionace glauca) نوعی کوسه از خانواده کوسه‌ماهیان درنده است. این کوسه در اقیانوس‌های گرمسیری و معتدل جهان زندگی می‌کند و می‌تواند به اندازه ۳٫۳ متر رشد کند. کوسه‌های آبی بچه‌زا هستند و غذای اصلی‌شان ماهی‌های کوچک و ماهی‌های مرکب است. حداکثر طول عمر این کوسه هنوز ناشناخته است اما اعتقاد بر این است که آنها می‌توانند تا ۲۰ سال به حیات خود ادامه دهند. تخمین زده می‌شود سالانه ۱۰ تا ۲۰ میلیون کوسه از این گونه توسط انسان‌ها در ماهیگیری کشته می‌شوند؛ مصرف خوراکی و استفاده از چرم و باله این کوسه مهم‌ترین دلایل صید این جانور هستند.
از سال ۲۰۰۹ تاکنون ۱۳ مورد حمله این کوسه به انسان ثبت شده است که در ۴ مورد دارای تلفات بوده است.